# Стрельников, Владимир Трофимович
Владимир Трофимович Стрельников (1926 — 2010) — советский железнодорожный деятель, доктор технических наук (1987). Герой Социалистического Труда (1981).

## Биография
Родился 6 ноября 1926 года в селе Иловай-Рождественское Козловского уезда Тамбовской губернии в крестьянской семье.
С 1943 года после окончания средней школы, начал трудился в паровозном депо станции Кочетовка — поездной кочегар, помощник машиниста и машинист.
В 1946 году окончил Московский техникум железнодорожного транспорта имени Ф. Э. Дзержинского. В 1954 году окончил Московский электромеханический институт инженеров железнодорожного транспорта имени Ф. Э. Дзержинского. С 1954 года — начальник паровозного депо Ковылкино Куйбышевской железной дороги. С 1959 года — мастер промывочного цеха, приемщик локомотивов, заместитель начальника депо по ремонту, главный инженер и с 1963 по 1983 годы — начальник локомотивного депо Рыбное Московско-Рязанского отделения Московской железной дороги.
4 августа 1966 года  Указом Президиума Верховного Совета СССР «за выдающиеся трудовые достижения» В. Т. Стрельников был награждён Орденом Трудового Красного Знамени.
4 мая 1971 года Указом Президиума Верховного Совета СССР «за выдающиеся трудовые достижения» В. Т. Стрельников был награждён Орденом Ленина.
2 апреля 1981 года Указом Президиума Верховного Совета СССР «за выдающиеся заслуги в выполнении пятилетнего плана и принятых социалистических обязательств»  Владимир Трофимович Стрельников был удостоен звания Героя Социалистического Труда с вручением Ордена Ленина и золотой медали «Серп и Молот».
С апреля 1985 года — начальник Рязанского отделения Московской железной дороги.  В 1987 года — доктор технических наук (1987). В. Т. Стрельников автор 52 работ в области развития железнодорожного дела.
После выхода на пенсию жил в городе Рязань.
Умер 3 марта 2010 года.

## Награды
- Медаль «Серп и Молот» (2.04.1981)
- Орден Ленина (4.05.1971, 2.04.1981)
- Орден Трудового Красного Знамени (4.08.1966)

### Звания
- Почётный железнодорожник